# 史氏擬雀鯛
史氏擬雀鯛，為鱸形目鱸亞目擬雀鯛科的其中一種，為熱帶海水魚，分布於中西太平洋印尼及澳洲北部海域，深度8-100公尺，本魚體延長，雄魚眼睛後方有一白色條紋，體色橙色至暗褐色，腹鰭及臀鰭邊緣為黑色，胸鰭圓形，尾鰭成豎琴狀，被櫛鱗，魚鱗鑲有黑點，在身體呈現數列縱向點紋，背鰭硬棘3枚；背鰭軟條25-26枚；臀鰭硬棘3枚；臀鰭軟條14枚，體長可達12公分，棲息在沿岸珊瑚礁區的軟底質斜坡，通常單獨出現，屬肉食性，具有高度地域性，可做為觀賞魚。

## 擴展閱讀
維基物種上的相關：史氏擬雀鯛